# Роблех, Джама
Джама Роблех (фр. Djama Robleh; род. 31 декабря 1958) — джибутийский бегун-марафонец. Выступал за сборную Джибути по лёгкой атлетике на всём протяжении 1980-х годов, победитель Кубка мира, серебряный призёр чемпионата Африки, участник летних Олимпийских игр в Лос-Анджелесе.

## Биография
Джама Роблех родился 31 декабря 1958 года.
Первого серьёзного успеха в лёгкой атлетике на международном уровне добился в сезоне 1982 года, когда вошёл в основной состав джибутийской национальной сборной и побывал на чемпионате Африки в Каире, откуда привёз награду серебряного достоинства, выигранную в зачёте марафона.
В 1983 году выступил на чемпионате мира в Хельсинки, занял здесь в марафоне итоговое 47 место. Принял участие в мировом первенстве по кроссу в Гейтсхеде.
В 1984 году одержал победу на Лионском марафоне, был третьим на Парижском марафоне. Благодаря череде удачных выступлений удостоился права защищать честь страны на летних Олимпийских играх в Лос-Анджелесе — находился в составе делегации из трёх джибутийских спортсменов-марафонцев, причём на церемонии открытия в ходе парада наций именно ему доверили право нести знамя Джибути. В итоге в программе марафона Роблех финишировал восьмым, показав время 2:11:39.
После лос-анджелесской Олимпиады Джама Роблех остался в составе легкоатлетической команды Джибути и продолжил принимать участие в крупнейших международных соревнованиях. Так, в 1985 году он отметился выступлением на Кубке мира по марафону в Хиросиме, где пришёл к финишу третьим и вместе со своими соотечественниками одержал победу в командном зачёте. Кроме того, стал вторым на Чикагском марафоне — установил здесь свой личный рекорд (2:08:08), уступив на финише только титулованному британцу Стиву Джонсу.
В 1986 году занял четвёртое место на Парижском марафоне.
В 1987 году стартовал в марафоне на чемпионате мира в Риме, но сошёл с дистанции и не показал никакого результата.
Последний раз показал сколько-нибудь значимый результат на международной арене в сезоне 1988 года, когда финишировал одиннадцатым на Роттердамском марафоне.
В 2000 году был знаменосцем сборной Джибути на Олимпийских играх в Сиднее, хотя как спортсмен здесь не участвовал.